# Indonesia Open 1994
Die Indonesia Open 1994 waren eines der Top-10-Turniere im Badminton in Asien. Sie fanden vom 8. bis 14. August in Yogyakarta statt. Das Preisgeld betrug 166.000 US$.

## Austragungsort
- GOR Among Rogo

## Sieger und Platzierte
| Disziplin    | Gold                       | Silber                         | Bronze                                  |
| ------------ | -------------------------- | ------------------------------ | --------------------------------------- |
| Herreneinzel | Ardy Wiranata              | Joko Suprianto                 | Heryanto Arbi                           |
| Herreneinzel | Ardy Wiranata              | Joko Suprianto                 | Fung Permadi                            |
| Dameneinzel  | Susi Susanti               | Bang Soo-hyun                  | Yuliani Santosa                         |
| Dameneinzel  | Susi Susanti               | Bang Soo-hyun                  | Yuni Kartika                            |
| Herrendoppel | Ricky Subagja Rexy Mainaky | Rudy Gunawan Bambang Suprianto | S. Antonius Budi Ariantho Denny Kantono |
| Herrendoppel | Ricky Subagja Rexy Mainaky | Rudy Gunawan Bambang Suprianto | Ha Tae-kwon Yoo Yong-sung               |
| Damendoppel  | Finarsih Lili Tampi        | Chung So-young Gil Young-ah    | Lotte Olsen Lisbet Stuer-Lauridsen      |
| Damendoppel  | Finarsih Lili Tampi        | Chung So-young Gil Young-ah    | Eliza Nathanael Zelin Resiana           |
| Mixed        | Jiang Xin Zhang Jin        | Flandy Limpele Dede Hasanah    | Sandiarto Sri Untari                    |
| Mixed        | Jiang Xin Zhang Jin        | Flandy Limpele Dede Hasanah    | Aryono Miranat Rosalina Riseu           |

## Finalresultate
| Disziplin    | Sieger                     | Finalist                       | Ergebnis           |
| ------------ | -------------------------- | ------------------------------ | ------------------ |
| Herreneinzel | Ardy Wiranata              | Joko Suprianto                 | 15–9, 15–8         |
| Dameneinzel  | Susi Susanti               | Bang Soo-hyun                  | 2–11, 11–0, 11–7   |
| Herrendoppel | Ricky Subagja Rexy Mainaky | Rudy Gunawan Bambang Suprianto | 10–15, 15–4, 18–17 |
| Damendoppel  | Finarsih Lili Tampi        | Chung So-young Gil Young-ah    | 15–10, 9–15, 17–15 |
| Mixed        | Jiang Xin Zhang Jin        | Flandy Limpele Dede Hasanah    | 15–3, 15–11        |

## Herreneinzel

### Hauptrunde
- Joko Suprianto –  Hans Jorgberan: 15-0 / 15-1
- Davincy Saha –  Yohan Hadikusumo Wiratama: 15-5 / 15-7
- Marleve Mainaky –  Eko Hamiseno: 15-0 / 15-7
- Yong Yudianto –  Kosol Siridumrongsak: 13-15 / 15-11 / 15-7
- Alan Budikusuma –  Hamid Khan: 15-7 / 15-2
- A. K. Johannes –  Yong Hock Kin: 15-10 / 12-15 / 15-9
- Yu Lizhi –  Nunung Subandoro: 15-9 / 15-8
- C. Arief –  Chandra Berata: 15-2 / 15-3
- Hermawan Susanto –  Ferry: 15-11 / 15-3
- Budi Santoso –  Xie Yangchun: 15-7 / 15-4
- Sompol Kukasemkij –  Jeffer Rosobin: 15-6 / 15-11
- Koo Yong Chut –  Agus: 15-6 / 15-2
- Park Sung-woo –  Indra Wijaya: 18-16 / 15-4
- Setiadi Hartono –  Chen Pang: 15-8 / 15-8
- Fung Permadi –  Sunoto E. J.: 15-5 / 15-1
- Eko Wahyudi –  Kuan Yang Adrian Tay: 15-8 / 15-1
- Lioe Tiong Ping –  Yose Haryadi: 15-5 / 15-2
- Dwi Aryanto –  Lo Ah Heng: 15-2 / 15-12
- Kim Hak-kyun –  Steve Mantouw: 15-12 / 15-13
- Hery Gunawan - -: 15-6 / 15-1
- Michael Tedjakusuma –  Kantharoopan Ponniah: 15-3 / 18-15
- Hengky Irawan –  Salim: 18-15 / 9-15 / 15-5
- Ardy Wiranata –  Nova Widianto: 15-3 / 15-4
- Teeranun Chiangtha - -: 8-15 / 18-14 / 15-10
- Hendrawan –  Tey Seu Bock: 15-11 / 15-10
- Terry Herdiana –  Choon Meng Tay: 15-5 / 15-3
- Jeroen van Dijk –  Nova Armada: 5-15 / 17-14 / 15-11
- Irwansyah –  Muralidesan Krishnamurthy: 15-7 / 15-0
- Jhony Hidayat –  Peter Kreulitsch: w.o.
- George Rimarcdi –  Ge Cheng: w.o.
- Dharma Gunawi –  Thomas Stuer-Lauridsen: w.o.
- Heryanto Arbi –  Hannes Fuchs: w.o.
- Joko Suprianto –  Davincy Saha: 15-4 / 15-2
- Marleve Mainaky –  Yong Yudianto: 15-7 / 15-7
- Alan Budikusuma –  A. K. Johannes: 15-10 / 15-4
- Yu Lizhi –  C. Arief: 15-7 / 15-6
- Budi Santoso –  Hermawan Susanto: 15-4 / 14-18 / 15-8
- Sompol Kukasemkij –  Koo Yong Chut: 15-6 / 15-1
- Park Sung-woo –  Setiadi Hartono: 15-9 / 15-12
- Fung Permadi –  Jhony Hidayat: 15-3 / 15-7
- Lioe Tiong Ping –  Eko Wahyudi: 15-6 / 15-5
- Kim Hak-kyun –  Dwi Aryanto: 15-10 / 5-16 / 15-9
- Michael Tedjakusuma –  Hery Gunawan: 15-5 / 15-7
- Ardy Wiranata –  Hengky Irawan: 15-7 / 15-11
- Hendrawan –  Teeranun Chiangtha: 15-7 / 1-0
- George Rimarcdi –  Dharma Gunawi: 15-6 / 15-6
- Jeroen van Dijk –  Terry Herdiana: 15-3 / 15-4
- Heryanto Arbi –  Irwansyah: 15-4 / 15-12
- Joko Suprianto –  Marleve Mainaky: 15-6 / 6-15 / 15-11
- Alan Budikusuma –  Yu Lizhi: 15-6 / 15-7
- Sompol Kukasemkij –  Budi Santoso: 15-13 / 15-10
- Fung Permadi –  Park Sung-woo: 15-9 / 15-2
- Kim Hak-kyun –  Lioe Tiong Ping: 1-0 / 1-0
- Ardy Wiranata –  Michael Tedjakusuma: 15-11 / 18-13
- Hendrawan –  George Rimarcdi: 8-15 / 18-15 / 15-12
- Heryanto Arbi –  Jeroen van Dijk: 15-9 / 15-7

### Endrunde
|  | Viertelfinale | Viertelfinale     | Viertelfinale  | Viertelfinale | Viertelfinale |                |    | Halbfinale    | Halbfinale | Halbfinale | Halbfinale | Halbfinale |  |  | Finale | Finale | Finale | Finale | Finale |
|  |               |                   |                |               |               |                |    |               |            |            |            |            |  |  |        |        |        |        |        |
|  |               | Ardy Wiranata     | 15             | 15            |               |                |    |               |            |            |            |            |  |  |        |        |        |        |        |
|  |               | Kim Hak-kyun      | 12             | 1             |               |                |    |               |            |            |            |            |  |  |        |        |        |        |        |
|  |               | Kim Hak-kyun      | 12             | 1             | Ardy Wiranata | 4              | 15 | 15            |            |            |            |            |  |  |        |        |        |        |        |
|  |               |                   |                |               |               | 4              | 15 | 15            |            |            |            |            |  |  |        |        |        |        |        |
|  |               |                   | Heryanto Arbi  | 15            | 4             | 5              |    |               |            |            |            |            |  |  |        |        |        |        |        |
|  |               | Heryanto Arbi     | Heryanto Arbi  | 15            | 4             | 5              | 15 | 15            |            |            |            |            |  |  |        |        |        |        |        |
|  |               |                   |                |               |               |                | 15 | 15            |            |            |            |            |  |  |        |        |        |        |        |
|  |               | Hendrawan         | 9              | 2             |               |                |    |               |            |            |            |            |  |  |        |        |        |        |        |
|  |               |                   |                |               |               |                |    | Ardy Wiranata | 15         | 15         |            |            |  |  |        |        |        |        |        |
|  |               |                   | Joko Suprianto | 9             | 8             |                |    |               |            |            |            |            |  |  |        |        |        |        |        |
|  |               | Alan Budikusuma   | 15             | 4             | 14            |                |    |               |            |            |            |            |  |  |        |        |        |        |        |
|  |               | Joko Suprianto    | 9              | 15            | 18            |                |    |               |            |            |            |            |  |  |        |        |        |        |        |
|  |               | Joko Suprianto    | 9              | 15            | 18            | Joko Suprianto | 15 | 15            |            |            |            |            |  |  |        |        |        |        |        |
|  |               |                   |                |               |               | Joko Suprianto | 15 | 15            |            |            |            |            |  |  |        |        |        |        |        |
|  |               |                   | Fung Permadi   | 12            | 4             |                |    |               |            |            |            |            |  |  |        |        |        |        |        |
|  |               | Fung Permadi      | Fung Permadi   | 12            | 4             | 15             | 15 |               |            |            |            |            |  |  |        |        |        |        |        |
|  |               |                   |                |               |               | 15             | 15 |               |            |            |            |            |  |  |        |        |        |        |        |
|  |               | Sompol Kukasemkij | 4              | 4             |               |                |    |               |            |            |            |            |  |  |        |        |        |        |        |

## Dameneinzel

### Hauptrunde
- Luluk Maria Ulfa –  Hariati: 12-10 / 12-10
- Pornsawan Plungwech –  Dosilina: 12-10 / 11-8
- Meiluawati –  Noor Arimawanti: 11-1 / 11-0
- Liu Yuhong –  Linda Wulandari: 11-5 / 11-1
- Luh Putu –  Dewiyanti Martha: 11-6 / 11-6
- Melisa Dewi –  Arum Mawarti: 11-5 / 11-0
- Ika Heny –  Shinta Dewi: 11-0 / 11-3
- Tang Jiuhong –  Wahyu Sri Winarni: 11-8 / 11-1
- Yuni Kartika –  Yeni Diah: 11-2 / 11-8
- Hendrajaya Camelita –  Ninik Masrikah: 11-8 / 11-4
- Caroline –  Evvi Lianawati: 6-11 / 11-0 / 11-6
- Olivia –  Lina: 11-2 / 11-0
- Lim Xiaoqing –  Yustina: 11-4 / 11-8
- Silvia Anggraini –  Dian Purwornini: 11-1 / 11-8
- Camilla Martin –  Lina Amalia: 11-1 / 11-8
- Ellen Angelina –  Any Kurniawati: 11-4 / 11-3
- Reny Handayani –  Dina Juwita: 11-1 / 11-1
- Lenny Permana –  Rustiasih: 11-8 / 11-2
- Mia Audina –  Sri Martini: 11-0 / 11-2
- Jaroensiri Somhasurthai –  Yeni Susilowati: 11-6 / 11-5
- Yao Yan –  Dwi Ratna: 11-0 / 11-8
- Catrine Bengtsson –  Dyah Tribuana Tungga: 11-6 / 11-3
- Villa Ratnasari –  Silvy Tandiari: w.o.
- Lidya Djaelawijaya –  CJ Ernawati: w.o.
- Dwi Retnowati –  Asiah Misman: w.o.
- Ita Ardwiantini –  Enny Nuraini: w.o.
- Kristin Yunita –  Astuti: w.o.
- Susi Susanti –  Luluk Maria Ulfa: 11-3 / 11-6
- Meiluawati –  Pornsawan Plungwech: 11-7 / 11-6
- Liu Yuhong –  Luh Putu: 11-0 / 11-5
- Ika Heny –  Melisa Dewi: 11-4 / 11-1
- Lim Xiaoqing –  Villa Ratnasari: 11-1 / 11-2
- Tang Jiuhong –  Lidya Djaelawijaya: 11-9 / 5-11 / 11-9
- Yuni Kartika –  Dwi Retnowati: 11-1 / 11-0
- Hendrajaya Camelita –  Caroline: 11-3 / 11-8
- Lim Xiaoqing –  Olivia: 11-1 / 11-3
- Silvia Anggraini –  Camilla Martin: 5-11 / 12-11 / 11-8
- Reny Handayani –  Ellen Angelina: 12-9 / 12-9
- Yuliani Santosa –  Maya Dewi Sartika: 11-1 / 11-2
- Mia Audina –  Lenny Permana: 11-0 / 11-0
- Jaroensiri Somhasurthai –  Ita Ardwiantini: 11-0 / 12-9
- Yao Yan –  Kristin Yunita: 11-5 / 11-5
- Bang Soo-hyun –  Catrine Bengtsson: 11-4 / 11-3
- Susi Susanti –  Meiluawati: 11-0 / 11-8
- Ika Heny –  Liu Yuhong: 11-7 / 11-6
- Tang Jiuhong –  Lim Xiaoqing: 9-11 / 11-8 / 11-8
- Yuni Kartika –  Hendrajaya Camelita: 11-2 / 11-7
- Lim Xiaoqing –  Silvia Anggraini: 11-4 / 11-2
- Yuliani Santosa –  Reny Handayani: 11-3 / 11-12 / 11-3
- Mia Audina –  Jaroensiri Somhasurthai: 11-6 / 7-11 / 11-8
- Bang Soo-hyun –  Yao Yan: 11-8 / 11-3

### Endrunde
|  | Viertelfinale | Viertelfinale   | Viertelfinale | Viertelfinale | Viertelfinale   |    |    | Halbfinale   | Halbfinale | Halbfinale | Halbfinale | Halbfinale |  |  | Finale | Finale | Finale | Finale | Finale |
|  |               |                 |               |               |                 |    |    |              |            |            |            |            |  |  |        |        |        |        |        |
|  |               | Susi Susanti    | 11            | 11            |                 |    |    |              |            |            |            |            |  |  |        |        |        |        |        |
|  |               | Ika Heny        | 6             | 6             |                 |    |    |              |            |            |            |            |  |  |        |        |        |        |        |
|  |               | Ika Heny        | 6             | 6             | Susi Susanti    | 11 | 11 |              |            |            |            |            |  |  |        |        |        |        |        |
|  |               |                 |               |               |                 | 11 | 11 |              |            |            |            |            |  |  |        |        |        |        |        |
|  |               |                 | Yuni Kartika  | 8             | 2               |    |    |              |            |            |            |            |  |  |        |        |        |        |        |
|  |               | Tang Jiuhong    | Yuni Kartika  | 8             | 2               | 11 | 5  | 8            |            |            |            |            |  |  |        |        |        |        |        |
|  |               |                 |               |               |                 | 11 | 5  | 8            |            |            |            |            |  |  |        |        |        |        |        |
|  |               | Yuni Kartika    | 6             | 11            | 11              |    |    |              |            |            |            |            |  |  |        |        |        |        |        |
|  |               |                 |               |               |                 |    |    | Susi Susanti | 2          | 11         | 11         |            |  |  |        |        |        |        |        |
|  |               |                 | Bang Soo-hyun | 11            | 0               | 7  |    |              |            |            |            |            |  |  |        |        |        |        |        |
|  |               | Yuliani Santosa | 11            | 11            |                 |    |    |              |            |            |            |            |  |  |        |        |        |        |        |
|  |               | Lim Xiaoqing    | 7             | 8             |                 |    |    |              |            |            |            |            |  |  |        |        |        |        |        |
|  |               | Lim Xiaoqing    | 7             | 8             | Yuliani Santosa | 2  | 7  |              |            |            |            |            |  |  |        |        |        |        |        |
|  |               |                 |               |               |                 | 2  | 7  |              |            |            |            |            |  |  |        |        |        |        |        |
|  |               |                 | Bang Soo-hyun | 11            | 11              |    |    |              |            |            |            |            |  |  |        |        |        |        |        |
|  |               | Bang Soo-hyun   | Bang Soo-hyun | 11            | 11              | 11 | 11 |              |            |            |            |            |  |  |        |        |        |        |        |
|  |               |                 |               |               |                 | 11 | 11 |              |            |            |            |            |  |  |        |        |        |        |        |
|  |               | Mia Audina      | 8             | 8             |                 |    |    |              |            |            |            |            |  |  |        |        |        |        |        |

## Herrendoppel
- Tiek Ming Kwan /  Sandiarto –  Albert /  Karel Mainaky: 15-8 / 15-10
- Cuncun Haryono /  Victo Wibowo –  Andri /  Kiki Susilo: 15-1 / 15-8
- Davis Efraim /  Halim Haryanto –  Bambang Hendronowo /  Saputra Hadi: 15-6 / 15-7
- Pang Cheh Chang /  Pei Wee Chung –  Darmawan Andreas /  Edwin: 15-5 / 15-8
- Sigit Budiarto /  Ade Lukas –  Irham Idrus /  Indra Mulya Jaya: 15-2 / 15-2
- Rudy Gunawan /  Dharma Gunawi –  Rudy Ignatius /  Imam Tohari: 15-10 / 15-8
- Gunanto /  Tonny W. J. –  Trisvawan Denny /  Samidiono: 15-13 / 15-9
- Eddeeza Saha /  Fredyno Saha –  B Muhajib /  S. Vierman: 15-1 / 15-3
- Tri Kusharyanto /  Joko Mardianto –  Ardiansyah Putra /  Mursal Razak: 15-3 / 15-5
- Wahyu Agung /  Topan –  Irhadi /  Murjianto: 15-10 / 15-6
- Seng Kok Kiong /  Hadi Sugianto –  Ejv Wijanarko /  Henry Yuwono: 15-7 / 15-5
- Chew Choon Eng /  Rosman Razak –  Indra Gunawan /  Sumitro: 15-2 / 15-2
- Tony Gunawan /  Rudy Wijaya –  Nurul Huda /  Slamet Widodo Untung: 15-2 / 15-6
- Nur Mohamad /  Willy –  Hamid Khan /  Choon Meng Tay: w.o.
- Ade Sutrisna /  Candra Wijaya –  Chandra Berata /  Ketut Mariadi: w.o.
- Soon Thoe Cheah /  Yap Kim Hock –  Danang Gathot /  Nunung Widianto: w.o.
- Ricky Subagja /  Rexy Mainaky –  Imanda Ramadani /  Adi Susanto: 15-2 / 15-3
- Tiek Ming Kwan /  Sandiarto –  Nur Mohamad /  Willy: 15-9 / 15-12
- Yap Yee Guan /  Yap Yee Hup –  Eng Hian /  Hermono Yuwono: 15-10 / 15-6
- Cuncun Haryono /  Victo Wibowo –  Davis Efraim /  Halim Haryanto: 15-1 / 15-8
- S. Antonius Budi Ariantho /  Denny Kantono –  Elya Setiawan /  Redy Surya: 15-1 / 15-1
- Sigit Budiarto /  Ade Lukas –  Pang Cheh Chang /  Pei Wee Chung: 15-5 / 15-8
- Aras Razak /  Aman Santosa –  Lee Wan Wah /  Leong Kar Wai: 15-7 / 15-2
- Rudy Gunawan /  Dharma Gunawi –  Gunanto /  Tonny W. J.: 15-8 / 15-6
- Ha Tae-kwon /  Yoo Yong-sung –  Richard Mainaky /  Aman Santosa: 15-6 / 15-8
- Tri Kusharyanto /  Joko Mardianto –  Soon Thoe Cheah /  Yap Kim Hock: 18-14 / 15-12
- Imay Hendra /  Dicky Purwotjugiono –  Andreas Darmawan /  Eko Hamiseno: 15-7 / 15-1
- Seng Kok Kiong /  Hadi Sugianto –  Wahyu Agung /  Topan: 15-8 / 15-7 / 5-15
- Huang Zhanzhong /  Jiang Xin –  Flandy Limpele /  Paulus Firman: 15-4 / 15-3
- Tony Gunawan /  Rudy Wijaya –  Chew Choon Eng /  Rosman Razak: 15-9 / 15-2
- Rudy Gunawan /  Bambang Suprianto –  Fredy /  Eko Wahyudi: 15-4 / 15-2
- Eddeeza Saha /  Fredyno Saha –  Ade Sutrisna /  Candra Wijaya: w.o.
- Ricky Subagja /  Rexy Mainaky –  Tiek Ming Kwan /  Sandiarto: 15-5 / 15-6
- Cuncun Haryono /  Victo Wibowo –  Yap Yee Guan /  Yap Yee Hup: 18-16 / 10-15 / 15-6
- S. Antonius Budi Ariantho /  Denny Kantono –  Sigit Budiarto /  Ade Lukas: 15-10 / 15-4
- Aras Razak /  Aman Santosa –  Rudy Gunawan /  Dharma Gunawi: 15-7 / 15-7
- Ha Tae-kwon /  Yoo Yong-sung –  Eddeeza Saha /  Fredyno Saha: 15-4 / 15-3
- Tri Kusharyanto /  Joko Mardianto –  Imay Hendra /  Dicky Purwotjugiono: 17-14 / 3-15 / 15-11
- Huang Zhanzhong /  Jiang Xin –  Seng Kok Kiong /  Hadi Sugianto: 15-4 / 15-4
- Rudy Gunawan /  Bambang Suprianto –  Tony Gunawan /  Rudy Wijaya: 15-12 / 15-5
- Ricky Subagja /  Rexy Mainaky –  Cuncun Haryono /  Victo Wibowo: 10-15 / 15-3 / 15-6
- S. Antonius Budi Ariantho /  Denny Kantono –  Aras Razak /  Aman Santosa: 18-15 / 15-12
- Ha Tae-kwon /  Yoo Yong-sung –  Tri Kusharyanto /  Joko Mardianto: 15-8 / 16-17 / 15-8
- Rudy Gunawan /  Bambang Suprianto –  Huang Zhanzhong /  Jiang Xin: 11-15 / 15-9 / 15-12
- Ricky Subagja /  Rexy Mainaky –  S. Antonius Budi Ariantho /  Denny Kantono: 15-6 / 15-8
- Rudy Gunawan /  Bambang Suprianto –  Ha Tae-kwon /  Yoo Yong-sung: 17-15 / 15-4
- Ricky Subagja /  Rexy Mainaky –  Rudy Gunawan /  Bambang Suprianto: 10-15 / 15-4 / 18-15

## Damendoppel
- Chung So-young /  Gil Young-ah –  Rofigoh /  Linda Wulandari: 15-2 / 15-1
- Rosalia Anastasia /  S. Herawati –  Upi Chrisnawati /  Cynthia Tuwankotta: 1-0 / 1-0
- Sarwendah Kusumawardhani /  Minarti Timur –  Shinta Dewi /  Luh Putu: 15-2 / 15-3
- Eliza Nathanael /  Zelin Resiana –  Dyah Tribuwanatungga Dewi /  Sri Wahyuni: 15-1 / 15-6
- Henny Novitalia /  Eti Tantra –  Dwi Retnowati /  Yenni: 15-12 / 15-12
- Qin Yiyuan /  He Tian Tang –  Dwi Retnowati /  Yenni: 15-2 / 15-2
- Dede Hasanah /  Sri Untari –  Sri Martini /  Luluk Maria Ulfa: 15-0 / 15-4
- Andi Andryana /  Deyana Lomban –  Ade Irzani /  Dina Juwita: 15-2 / 15-6
- Eny Oktaviani /  Nonong Denis Zanati –  Lucia Vivi /  Yetti: 15-2 / 15-7
- Tang Jiuhong /  Zhang Jin –  Iin Indarwati /  Novita Thelly: 15-9 / 15-10
- Lotte Olsen /  Lisbet Stuer-Lauridsen –  Caroline /  Maya Dewi Sartika: 15-1 / 15-3
- Rosalina Riseu /  Rosiana Tendean –  Jheany Kristi /  Evvi Lianawati: 15-4 / 15-5
- Bang Soo-hyun /  Jang Hye-ock –  Biniawati /  Ninik Masrikah: 15-0 / 15-0
- Enny Kuswati / Angeline De Pauw –  Emy K. Catur /  Vera Octavia: 8-15 / 15-2 / 15-7
- Finarsih /  Lili Tampi –  Dwi Handayani /  Hariati: 15-1 / 15-2
- Emma Ermawati /  Indarti Issolina - -: w.o.
- Chung So-young /  Gil Young-ah –  Rosalia Anastasia /  S. Herawati: 15-1 / 15-3
- Sarwendah Kusumawardhani /  Minarti Timur –  Emma Ermawati /  Indarti Issolina: 15-4 / 10-15 / 15-0
- Eliza Nathanael /  Zelin Resiana –  Henny Novitalia /  Eti Tantra: 15-1 / 15-10
- Qin Yiyuan /  He Tian Tang –  Dede Hasanah /  Sri Untari: 15-3 / 15-4
- Eny Oktaviani /  Nonong Denis Zanati –  Andi Andryana /  Deyana Lomban: 15-2 / 15-9
- Lotte Olsen /  Lisbet Stuer-Lauridsen –  Tang Jiuhong /  Zhang Jin: 15-4 / 15-1
- Bang Soo-hyun /  Jang Hye-ock –  Rosalina Riseu /  Rosiana Tendean: 15-8 / 15-3
- Finarsih /  Lili Tampi –  Enny Kuswati / Angeline De Pauw: 15-2 / 15-3
- Chung So-young /  Gil Young-ah –  Sarwendah Kusumawardhani /  Minarti Timur: 18-14 / 15-10
- Eliza Nathanael /  Zelin Resiana –  Qin Yiyuan /  He Tian Tang: 15-5 / 15-12
- Lotte Olsen /  Lisbet Stuer-Lauridsen –  Eny Oktaviani /  Nonong Denis Zanati: 15-9 / 18-17
- Finarsih /  Lili Tampi –  Bang Soo-hyun /  Jang Hye-ock: 15-9 / 15-7
- Chung So-young /  Gil Young-ah –  Eliza Nathanael /  Zelin Resiana: 15-11 / 3-15 / 15-3
- Finarsih /  Lili Tampi –  Lotte Olsen /  Lisbet Stuer-Lauridsen: 15-9 / 15-2
- Finarsih /  Lili Tampi –  Chung So-young /  Gil Young-ah: 10-15 / 15-9 / 15-5

## Mixed
- Imam Tohari /  Emy K. Catur –  Ketut Mariadi /  Sri Martini: 15-9 / 18-15
- Willy /  Wahyu Sri Winarni –  Chandra Berata /  Luluk Maria Ulfa: 15-5 / 15-8
- Rudy Ignatius /  Vera Octavia –  Redy Surya /  Yeni Diah: 15-12 / 15-14
- Muhammad Noor /  Yetti –  Edy Dharmadi /  Sri Wahyuni: 7-15 / 18-17 / 18-17
- Paulus Firman /  Rosalia Anastasia –  Yuli Netra /  A. A. Metri: w.o.
- Rudy Herjanto Saputra /  Astuti –  Adi Susanto /  Lucia Vivi: w.o.
- Aryono Miranat /  Rosalina Riseu –  Yoan Pondoh /  Rone Runtulao: 15-7 / 15-7
- Imam Tohari /  Emy K. Catur –  Tao Xiaoqiang /  Wang Xiaoyuan: 1-0 / 1-0
- Yoo Yong-sung /  Jang Hye-ock –  Paulus Firman /  Rosalia Anastasia: 15-5 / 15-10
- Flandy Limpele /  Dede Hasanah –  Rudy Herjanto Saputra /  Astuti: 15-0 / 15-2
- Jiang Xin /  Zhang Jin –  Willy /  Wahyu Sri Winarni: 15-10 / 15-6
- Joko Mardianto /  Rosiana Tendean –  Rudy Ignatius /  Vera Octavia: 15-7 / 15-2
- Sandiarto /  Sri Untari –  Muhammad Noor /  Yetti: 15-5 / 15-11
- Tri Kusharyanto /  S. Herawati –  Pär-Gunnar Jönsson /  Catrine Bengtsson: 15-11 / 15-9
- Aryono Miranat /  Rosalina Riseu –  Imam Tohari /  Emy K. Catur: 15-5 / 15-7
- Flandy Limpele /  Dede Hasanah –  Yoo Yong-sung /  Jang Hye-ock: 15-10 / 15-5
- Jiang Xin /  Zhang Jin –  Joko Mardianto /  Rosiana Tendean: 15-7 / 15-9
- Sandiarto /  Sri Untari –  Tri Kusharyanto /  S. Herawati: 11-15 / 15-4 / 18-17
- Flandy Limpele /  Dede Hasanah –  Aryono Miranat /  Rosalina Riseu: 6-15 / 15-6 / 15-8
- Jiang Xin /  Zhang Jin –  Sandiarto /  Sri Untari: 11-15 / 15-8 / 15-9
- Jiang Xin /  Zhang Jin –  Flandy Limpele /  Dede Hasanah: 15-3 / 15-11